# Anita Nall
Nadia Anita Louise Nall, född 21 juli 1976 i Harrisburg i Pennsylvania, är en amerikansk före detta simmare.
Nall blev olympisk guldmedaljör på 4 x 100 meter medley vid sommarspelen 1992 i Barcelona.